# Simian Mobile Disco

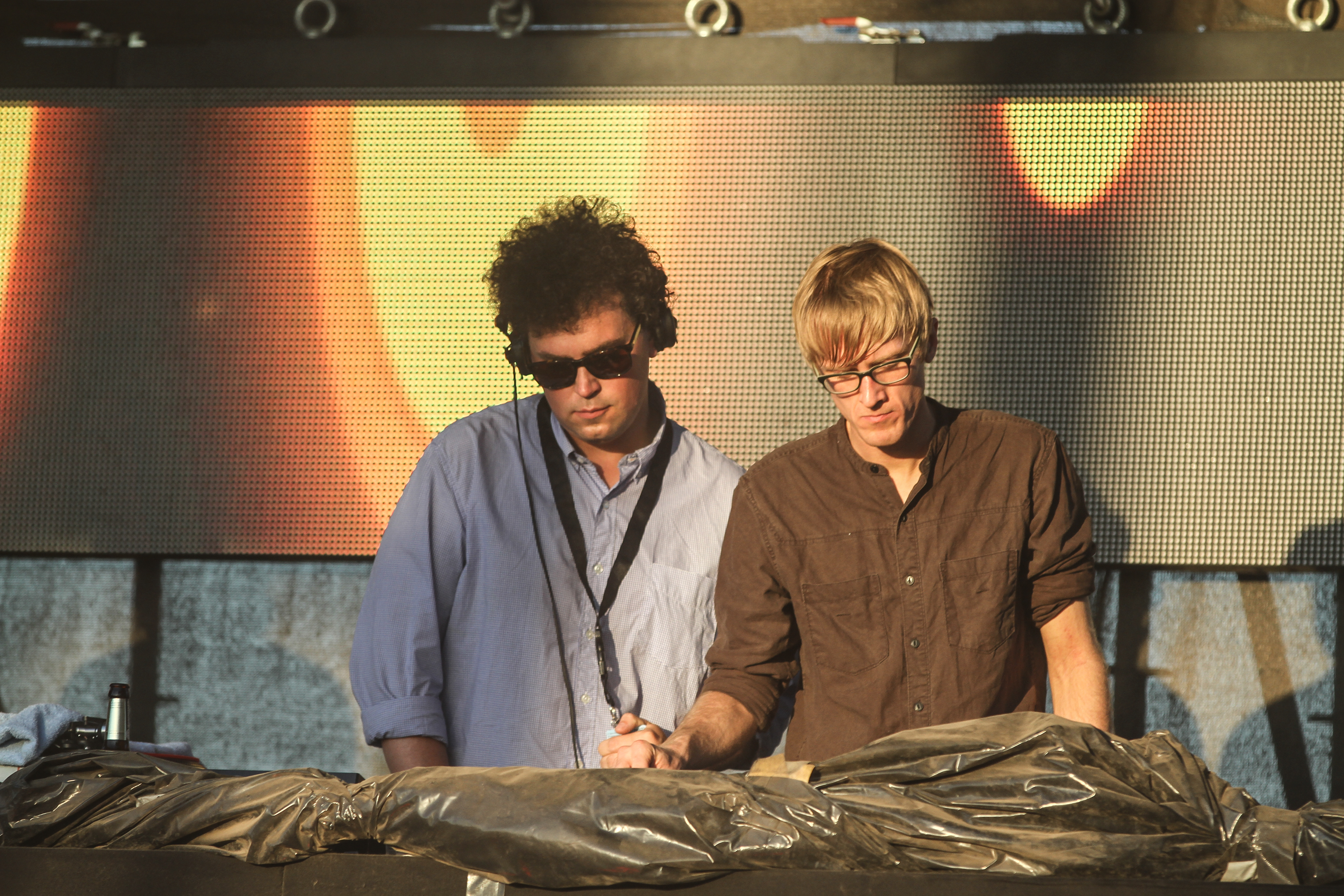
Simian Mobile Disco auf dem Melt! Festival 2013

Simian Mobile Disco ist eine Elektropop-Band aus England, die 2005 gegründet wurde.
Sie besteht aus Jas Shaw und James Ford, zwei ehemaligen Mitgliedern der Band Simian, die sich 2005 auflöste. Shaw und Ford sind auch als Produzenten-Duo erfolgreich und vor allem für ihre Remixes bekannt.

## Geschichte
Sie haben eine Reihe von Singles wie etwa The Count auf ihrem Musiklabel Kitsune Music veröffentlicht, sind aber mehr für ihre Remixe von Bands wie Muse, Klaxons, The Go! Team, Air und anderen bekannt. 2006 wurde ihr Hit Hustler herausgebracht, der stimmlich von der Sängerin Char Johnson aus New York unterstützt wurde.
Musikalisch sind Simian Mobile Disco für stark stilisierte Tracks bekannt (oft mit minimaler Instrumentierung). Dort gibt es eine bestimmte Hookline (vokal oder instrumental – siehe Mischung aus Whoo! Alright, Yeah ... Uh Huh von The Rapture), die sich auf ganzer Strecke wiederholt. Außerdem erfolgt oft ein Breakdown (siehe Mischung aus Magick von Klaxons) mit Lärm, Schlagzeug und manchmal auch Synthesizer und Gesang.
Simian Mobile Discos Debütalbum Attack Decay Sustain Release wurde am 18. Juni 2007 auf Wichita Recordings veröffentlicht, einschließlich der Tracks Hustler, Tits and Acid, I Believe, Hot Dog und der Single It’s the Beat, die stimmlich von Ninja (The Go! Team) unterstützt wurde.
Im Mai traten sie erstmals als Live-Act in England auf, um ihr Album zu promoten. Außerdem unterstützten sie die Klaxons und The Chemical Brothers auf ihren Touren im Dezember 2007.
Am 17. August 2009 veröffentlichten Simian Mobile Disco ebenfalls auf Wichita Recordings ihr zweites Album Temporary Pleasure, nachdem im Mai vorab schon die erste Single Audacity of Huge erschienen war. Als Gäste wirkten unter anderem Beth Ditto von Gossip und Alexis Taylor von Hot Chip mit.

## Veröffentlichungen

### Alben
- 2007: Attack Decay Sustain Release (mit Wichita Recordings)
- 2007: Simian Mobile Disco EP
- 2008: Attack Decay Sustain Release Remixed
- 2009: Temporary Pleasure
- 2010: Delicacies
- 2012: Unpatterns
- 2013: Live
- 2014: Whorl (bei ANTI-Records)
- 2018: Murmurations (Wichita)
- 2018: Live at the Barbican

### Singles
- 2004: The Mighty Atom / Boatrace / Upside Down
- 2005: Piggy in the Middle
- 2005: Pulse
- 2005: The Count
- 2006: Hustler / Clik
- 2006: Tits & Acid / Animal House
- 2007: It's the Beat
- 2007: I Believe
- 2007: Hustler
- 2009: Audacity of Huge
- 2010: Cruel Intentions